# Famille Marcello
Pour les articles homonymes, voir Marcello.
 (août 2024).
La famille Marcello est une famille patricienne de Venise.

## Historique
La présence de la famille Marcello à Venise peut être datée, au moins, au 12 décembre 982, lorsque deux membres de la famille ont été parmi les 40 signataires d'un acte par lequel la petite île de San Giorgio a été donné à l'ordre bénédictin: un , Pietro, considéré comme le fondateur de la famille, et un autre, un évêque. 
Toutefois, le nom de Marcello est déjà présent dans l'histoire de Venise avant cette date : le légendaire Doge Marcello Tegalliano, Magister Equitum de l'empereur de Byzance, et originaire de Cittanova, près de Altino. Plusieurs découvertes archéologiques montrent qu'il y avait des Marcello vivant dans l'Altino à l'époque des Romains et il a toujours été une notion commune que la famille descendait du gens Claudia, à laquelle le gens Claudii Marcelli appartenait, à son tour descendu de la célèbre Gens Julia.
La famille est devenu un membre du Maggior Consiglio en 1297, peu de temps avant le "Serrata" (Lock-out), lorsque la liste des familles qui pourraient prendre part à l'élection du Doge a définitivement été arrêtée, acquérant ainsi un inviolable droit héréditaire à siéger au véritable conseil d'administration contrôlant Venise et son empire commercial.

## Armes

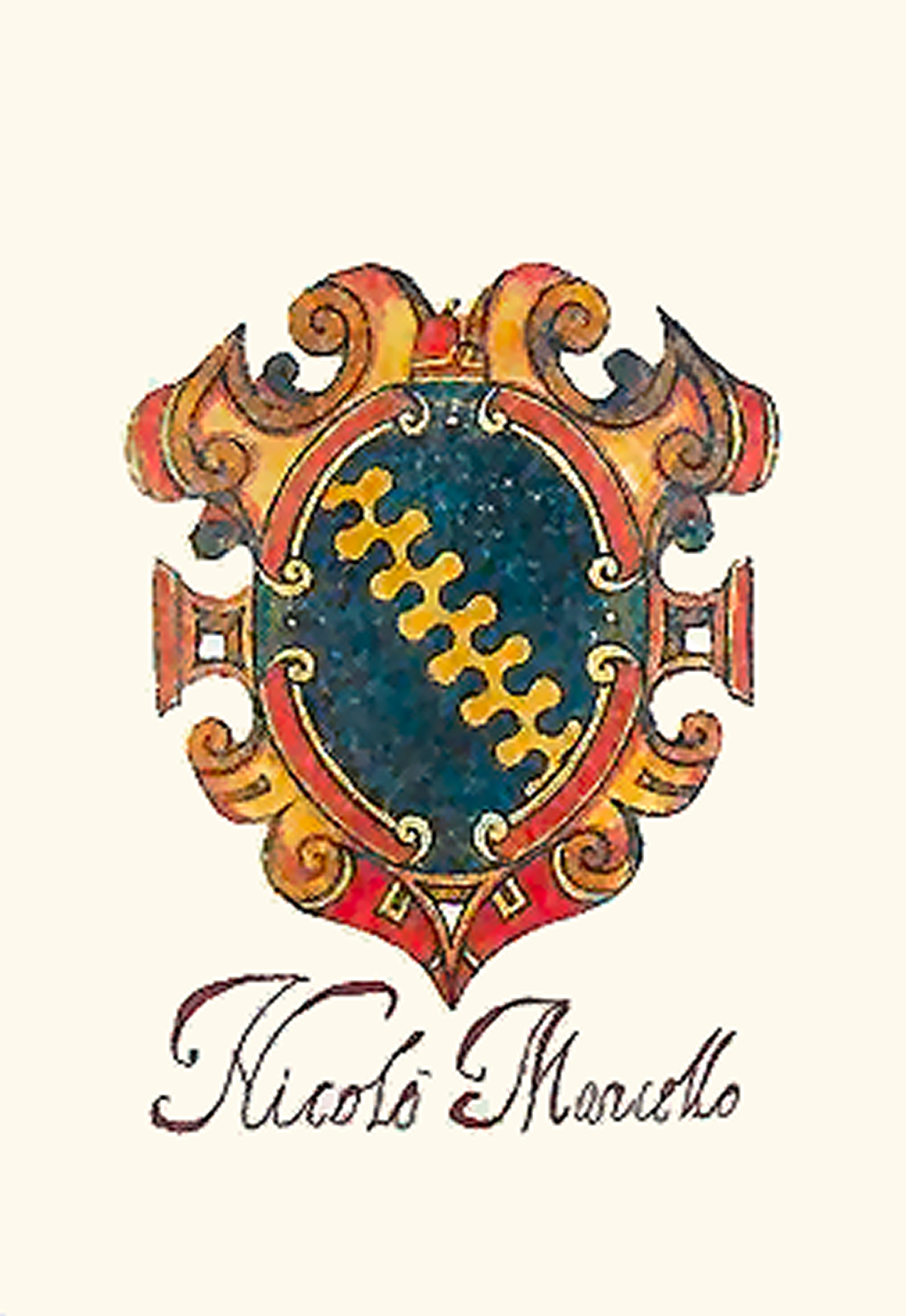
Armes des Marcello.

Les armes de la famille se blasonnent ainsi d'azur à une bande ondée d'or.

## Personnalités

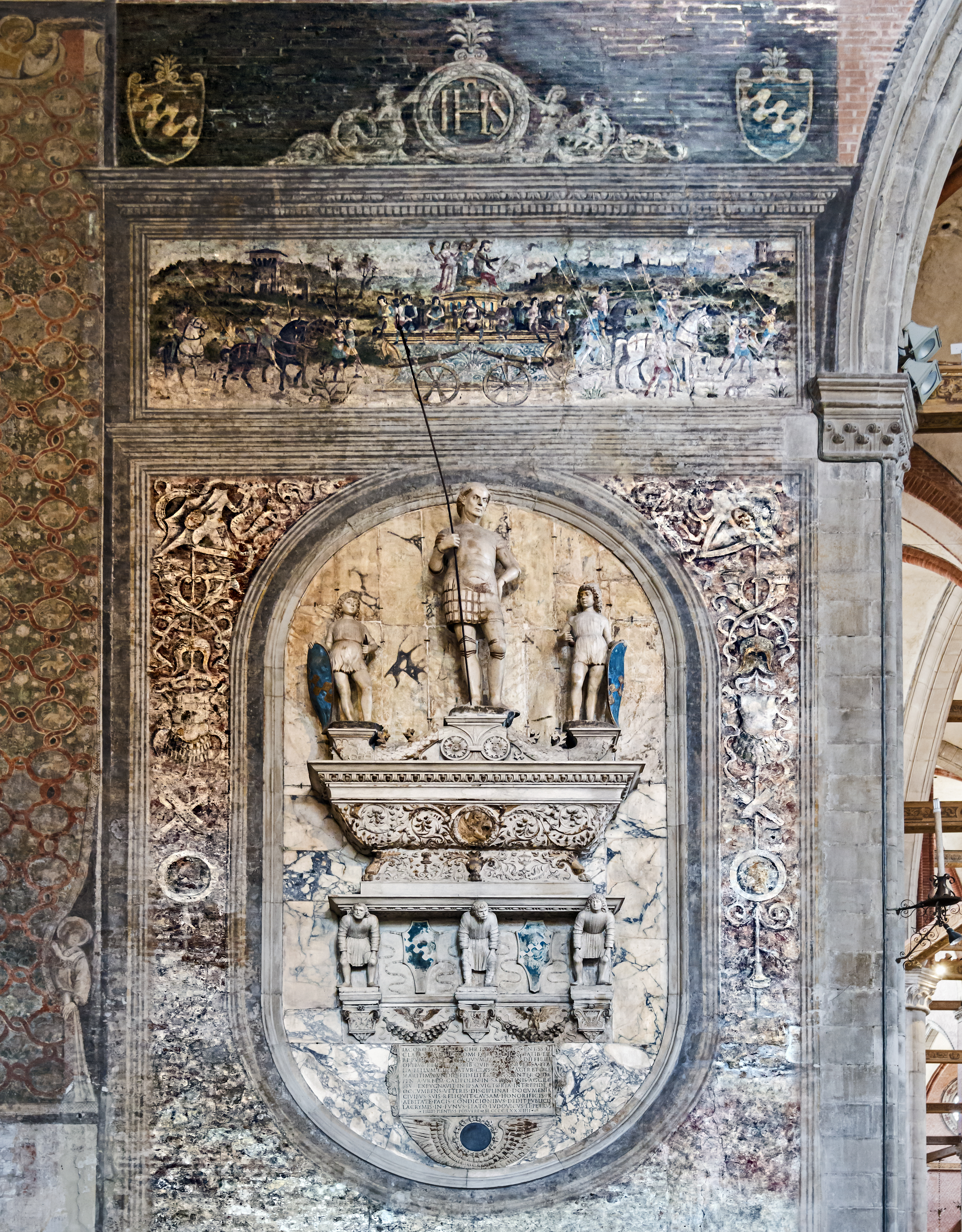
Monument à Jacopo Marcello Basilique dei Frari.

Elle donne un doge, des procurateur de Saint-Marc, des commandants et amiraux, des ambassadeurs et des sénateurs à la République.
- Pietro Marcello (it) (1376 - 1428), évêque et humaniste ;
- Nicolo Marcello (1399-1474), doge de Venise ;
- Jacopo Antonio Marcello (1397-1464/65), homme politique et militaire. Conquit le Lac de Garde pour la famille Visconti, transférant quelques bateaux de l'Adige à travers les montagnes, et conquit Vérone pour les Della Scala au XVe siècle; il se lia d'amitié avec de nombreux artistes et hommes de lettres. Avec Jacopo Contarini, il élabora le programme iconographique pour la toile Le Paradis, au Palais des Doges, après l'incendie de 1577. C'est Jacopo Tintoretto qui réalisa le travail "in situ" avec son fils[1].
- Jacopo Marcello (1413-1488), élu quatre fois général de Mer au XVe siècle. Mort au cours de la bataille de Gallipoli et dont le corps a ensuite été montré debout, avec l'aide de quelques piques, de sorte que ses troupes ne seraient pas démoralisées et pourraient suivre son exemple dans la bataille. Son corps est inhumé dans la Basilique Santa Maria Gloriosa dei Frari à Venise.
- Giacchantonio Marcello, général d'armées de René d'Anjou, agrégé par ce dernier à l'ordre des chevaliers croissants ; il est enterré à San Cristoforo ;
- Cristoforo, archévêque de Corfou, assiste au Concile de Latran (1511) ;
- Lorenzo Marcello (1603 - 1656), amiral ;
- Alessandro Marcello (1669 – 1747), musicien et compositeur ;
- Benedetto Giacomo Marcello (1686 – 1739), musicien et compositeur ;
- Alessandro (1813 - 1871), homme politique et maire de Venise ;
- Girolamo (it) (1860 – 1940), homme politique et militaire ;
- Alessandro Marcello Del Majno (it) (1894 – 1980), militaire, antifasciste et académicien.

## Palais de Venise

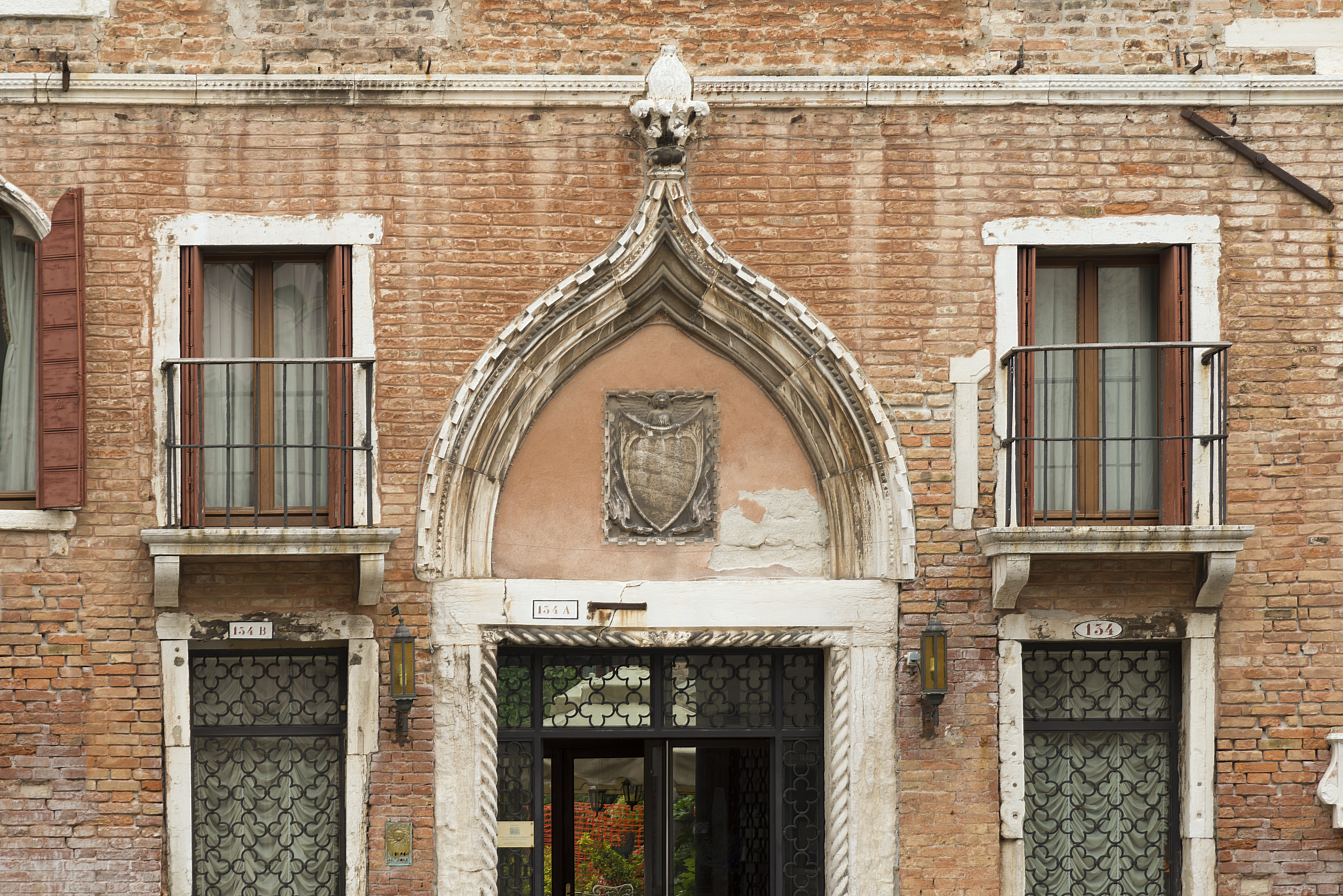
Palais Marcello - Armes de la famille Marcello
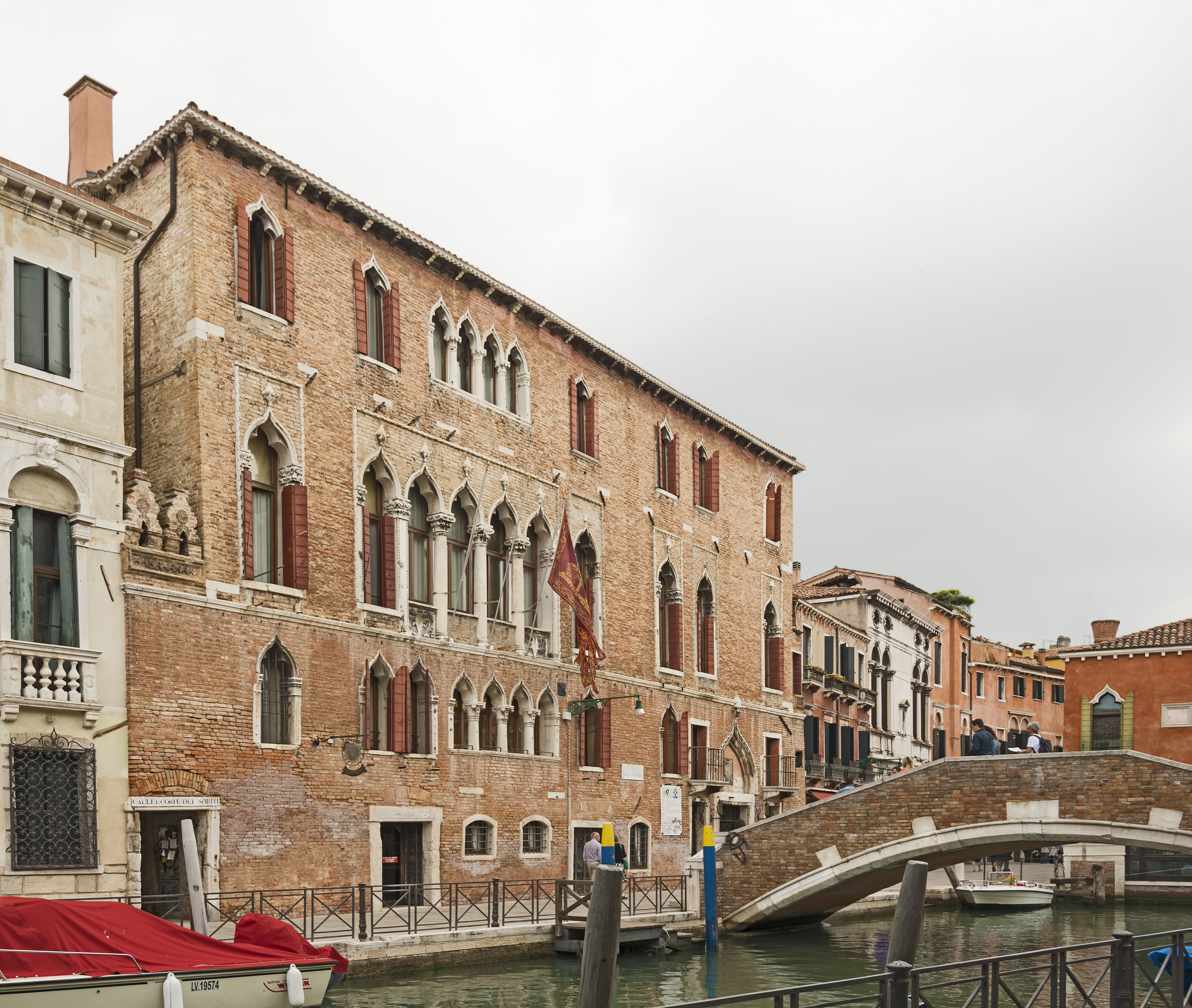
Palais Marcello (Santa Croce) (it)
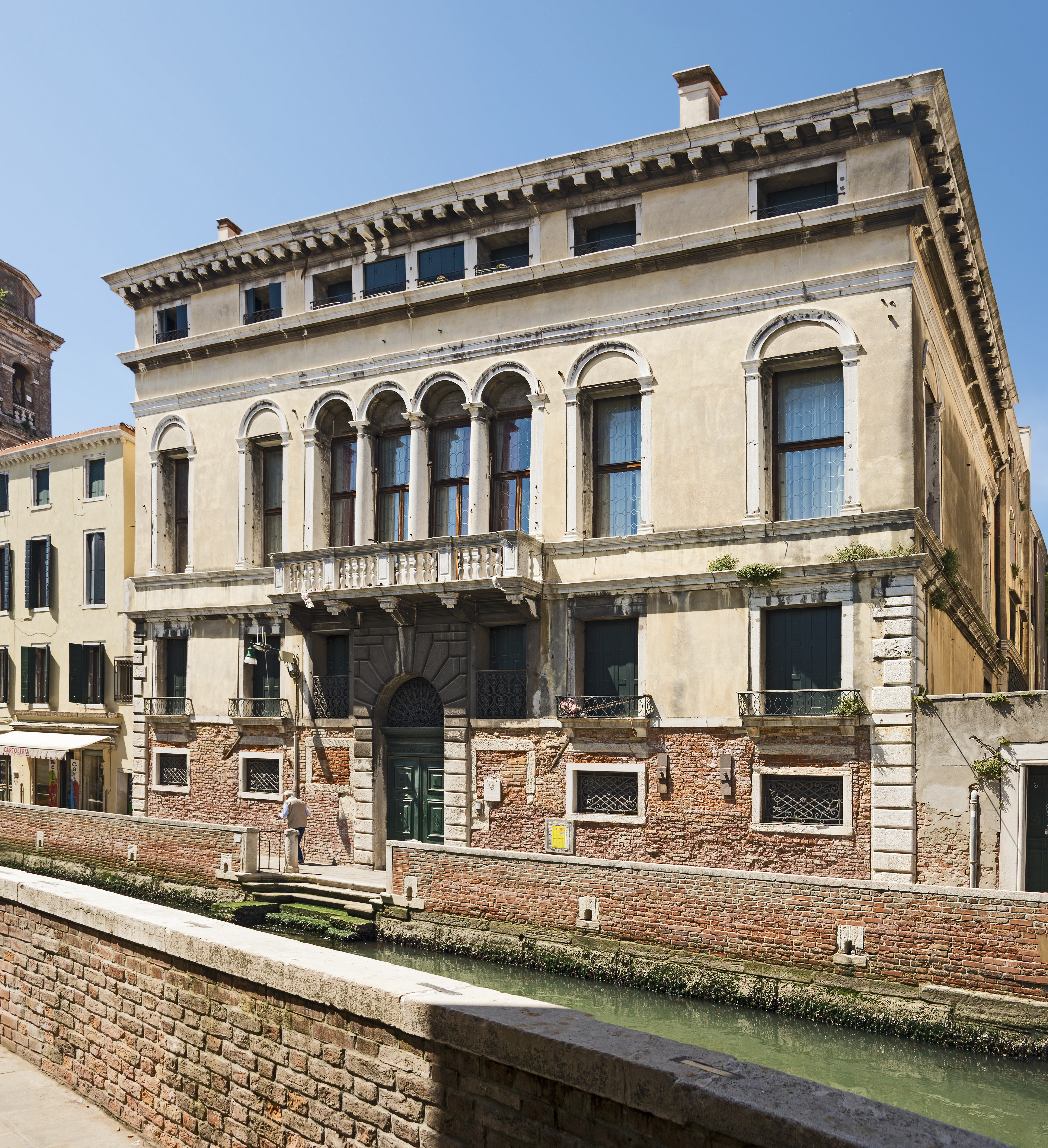
Palais Marcello Sangiantoffetti
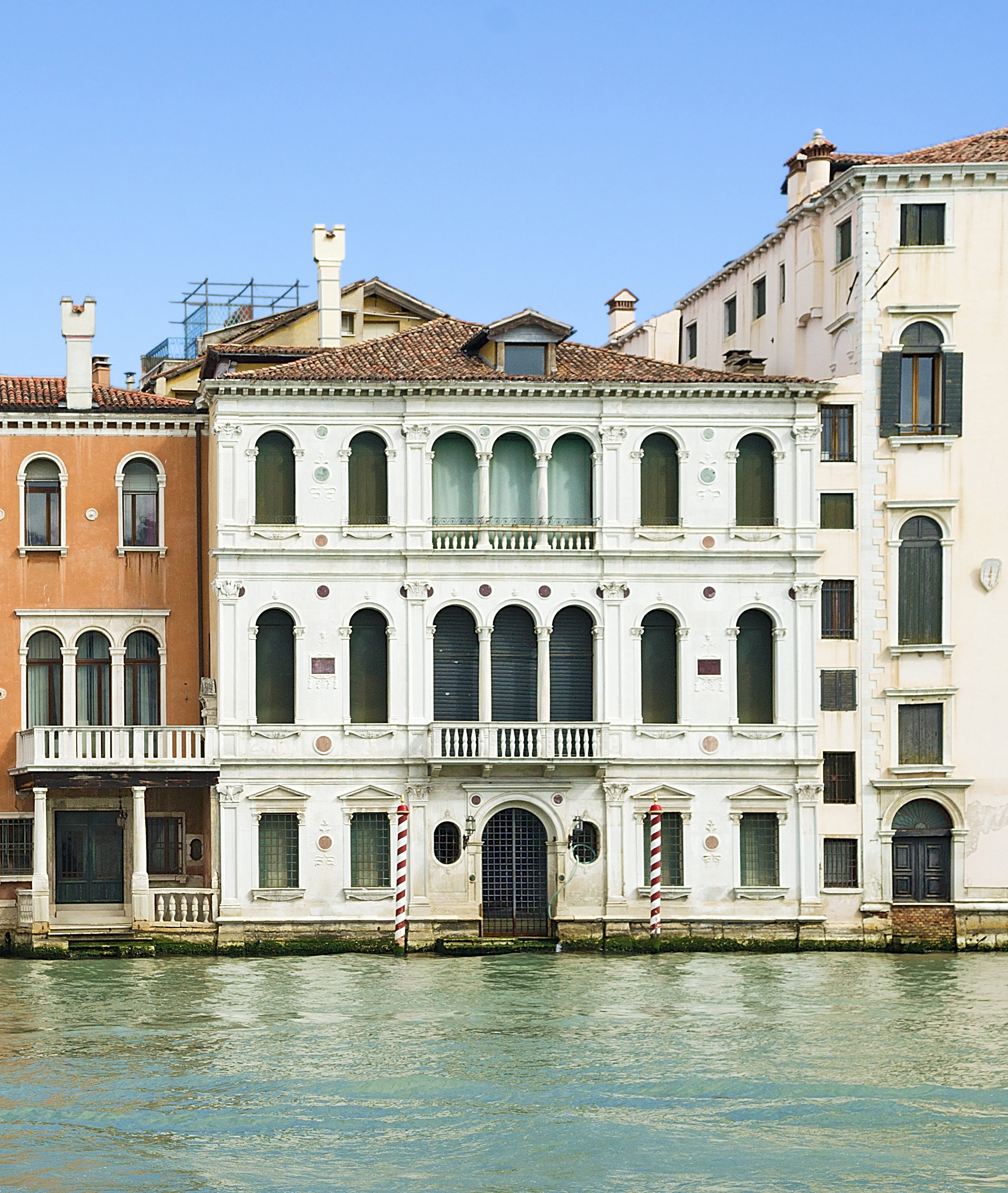
Palazzo Grimani Marcello
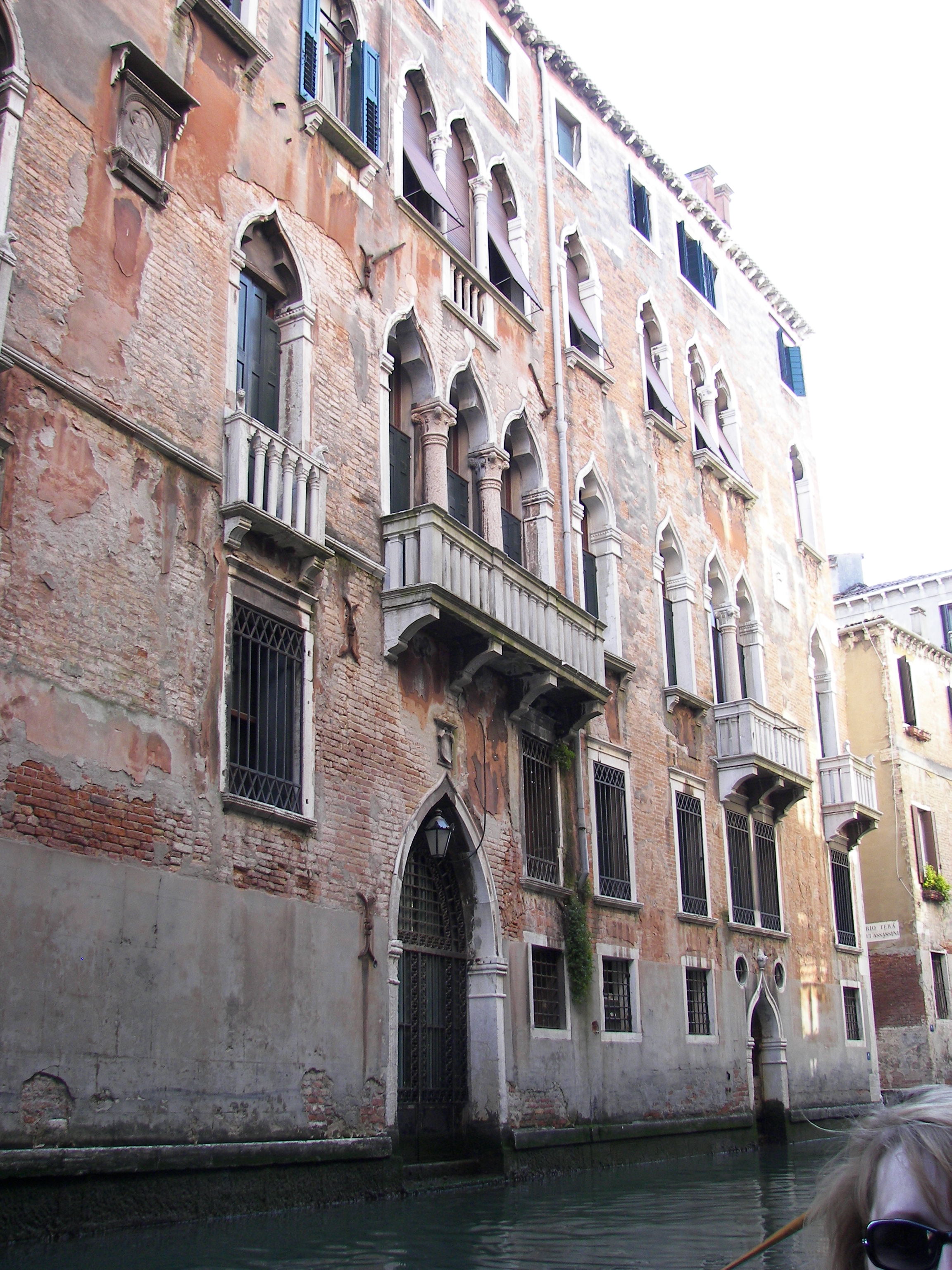
Palais Moro Marcello

- Palazzo Grimani Marcello
- Palazzo Marcello del Majno
- Palais Marcello Pindemonte Papadopoli
- Palais Zon Marcello
- Fondaco Marcello
- Palais Marcello dei Leoni
- Palais Marcello Toderini